# Gariep Dam
Der Gariep Dam (deutsch etwa: „Gariep-Staumauer“ oder „Gariep-Stausee“) ist der größte Stausee Südafrikas. Er liegt am Fluss Oranje in der Nähe von Norvalspont (Nordkap), 150 km südlich von Bloemfontein, beiderseits der Grenze der Provinzen Freistaat und Ostkap. Der Untergrund des Stausees ist geologisch von den Ablagerungen der Beaufort-Gruppe innerhalb des Karoo-Hauptbeckens bestimmt.

## Geschichte
Das Orange-River-Entwicklungsprojekt (Orange River Development Project) wurde durch die südafrikanische Regierung 1963 bewilligt, die Finanzierung erfolgte hauptsächlich durch Deviseneinnahmen aus Goldexporten. Es umfasste den Bau einer doppelt gekrümmten Bogenstaumauer mit einer Kronenlänge von 914 m, die einen Stausee mit 5,67 Mio. m³ Inhalt aufstaut, sowie den Bau des 83 Kilometer langen Orange-Fish River Tunnel zur Wasserversorgung eines Teils der östlichen Kapprovinz, dessen Einlass sich nahe dem Südufer des Stausees befindet. Am Bau waren 5.000 Menschen beteiligt. Während der Bauarbeiten starben 102 Personen. Der Aufstau des Sees begann im September 1970. Sechs Monate nach dem Füllen als der See einen Wasserstand von 40 m erreicht hatte, kam es zu mehreren Erdbeben in der Region. Der Sundays River wird auch über ein Rohr vom Stausee mit Wasser versorgt.
Ursprünglich hieß der Stausee Ruigte Valley Dam, später wurde er nach dessen politischen Förderer Hendrik Verwoerd Dam umbenannt. Nach dem Ende der Apartheid erfolgte am 4. Oktober 1996 die offizielle Umbenennung in Gariep Dam. Gariep ist ein Wort aus der Sprache der San, das „großes Wasser“ bedeutet.
Beim Bau des Stausees wurden kleine Dörfer für die Arbeiter errichtet. Diese Dörfer bestehen auch heute noch unter den Namen Gariep und Oviston.

## Funktion
Der Damm wurde zum Hochwasserschutz der flussabwärts liegenden Regionen, zur Gewinnung elektrischer Energie und zur Wasserversorgung gebaut. Die ersten zwei Turbinen gingen 1971 ans Netz, die letzten zwei folgten 1976. Eine spezielle Eigenschaft der Maschinen ist, dass sie im reinen Phasenschieberbetrieb zur Blindleistungskompensation im Hochspannungsnetz eingesetzt werden können. Der am Gariep Dam erzeugte Strom wird in das Eskom-Netz nahe De Aar (Nordkap) eingespeist, wo sich ein Unterwerk befindet.